# 布宜諾斯艾利斯當代藝術博物館
布宜諾斯艾利斯當代藝術博物館（西班牙語：Museo de Arte Contemporáneo de Buenos Aires）是一座位於阿根廷布宜諾斯艾利斯的美術館。

## 歷史
2012年，阿爾多·魯比諾基金會揭幕了博物館的開幕典禮，該基金會自1980年代以來一直在收集本地和國際的當代藝術作品。建築物的立面由建築公司Vila Sebastián設計。在開幕期間，該博物館展出了150件美術作品，其中包括來自意大利、美國、西班牙和法國的藝術家。
2013年，根據報導，在4個月的時間裡共有15,000人參觀了該博物館。自2020年以來，該博物館已成為Google藝術與文化平台的一部分。

## 收藏
該博物館的藏品共包括500多件藝術家的作品，如勞爾·洛薩、胡利奧·勒·帕克、維克多·瓦沙雷利、恩尼奧·伊奧米和久拉·科西斯等人。

## 展覽
2016年，攝影師亞德蓮娜·萊斯蒂多（Adriana Lestido）的32幅作品在博物館展出。同年博物館舉辦了現代雕塑展。 
2017年，博物館舉辦了一場以艾德瓦爾多·麥·安泰爾的藝術作品為特色的展覽。2018年4月，博物館舉辦了一場拉丁美洲藝術展，其中展示包括瑪莎·博托、埃斯特·凡尼亞·蘭德斯曼、吉列爾·莫奎特卡和埃尼奧·伊奧米的作品。同年11月期間，博物館舉辦了表演音樂會。
2021年，博物館舉辦了阿根廷幾何藝術展，展出了包括阿爾弗雷多·隆代貝雷、格拉謝拉·哈斯珀、古米爾·邁爾、瑪麗亞·馬托雷爾、吉爾達·皮卡比亞、巴勃羅·西奎爾等人的作品。

## 官方網站
- 官方網站 （页面存档备份，存于）